# Borysthenes strigipennis
Borysthenes strigipennis är en insektsart som beskrevs av William Lucas Distant 1911. Borysthenes strigipennis ingår i släktet Borysthenes och familjen kilstritar. Inga underarter finns listade i Catalogue of Life.